# Jodłownica górska

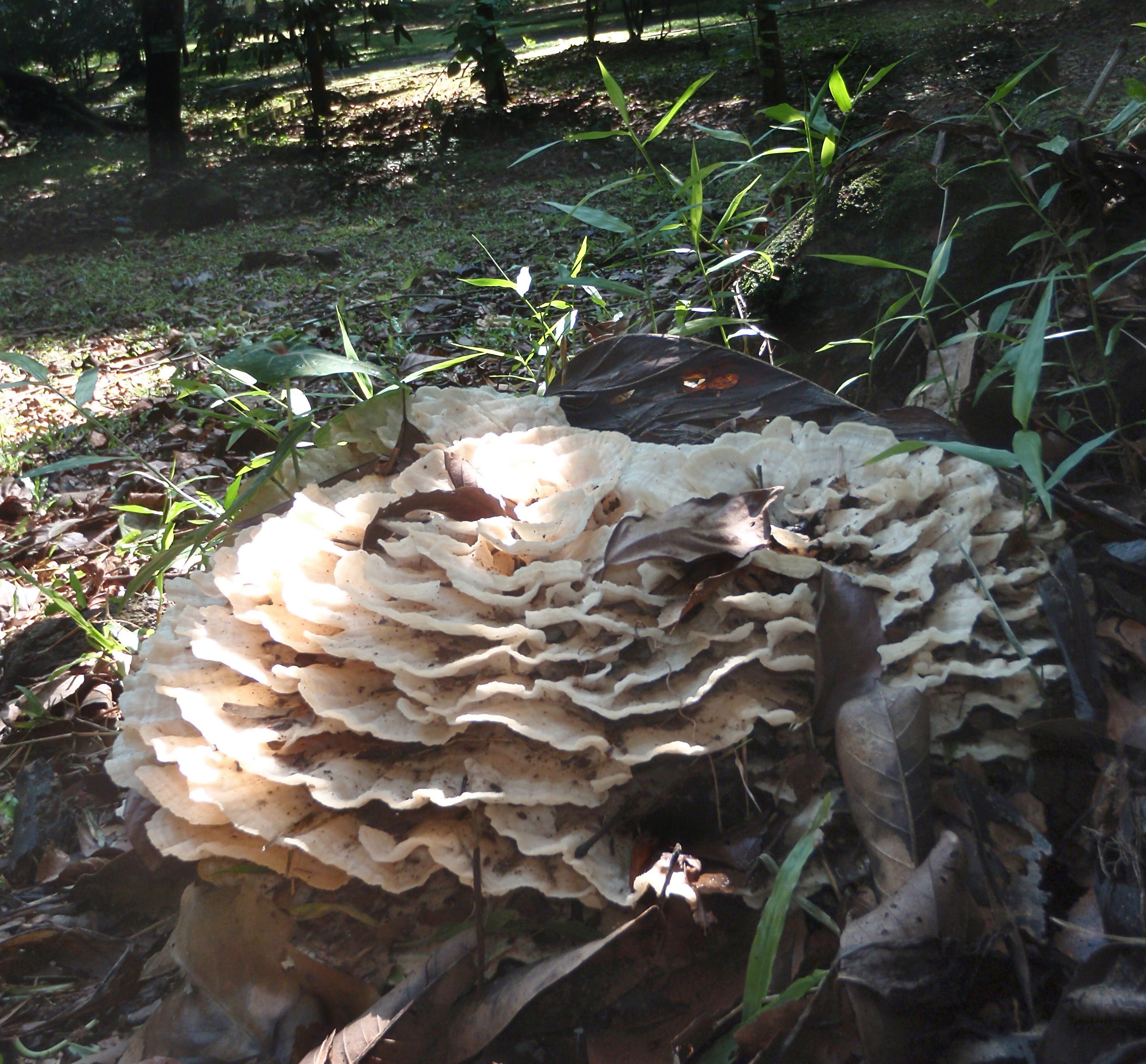

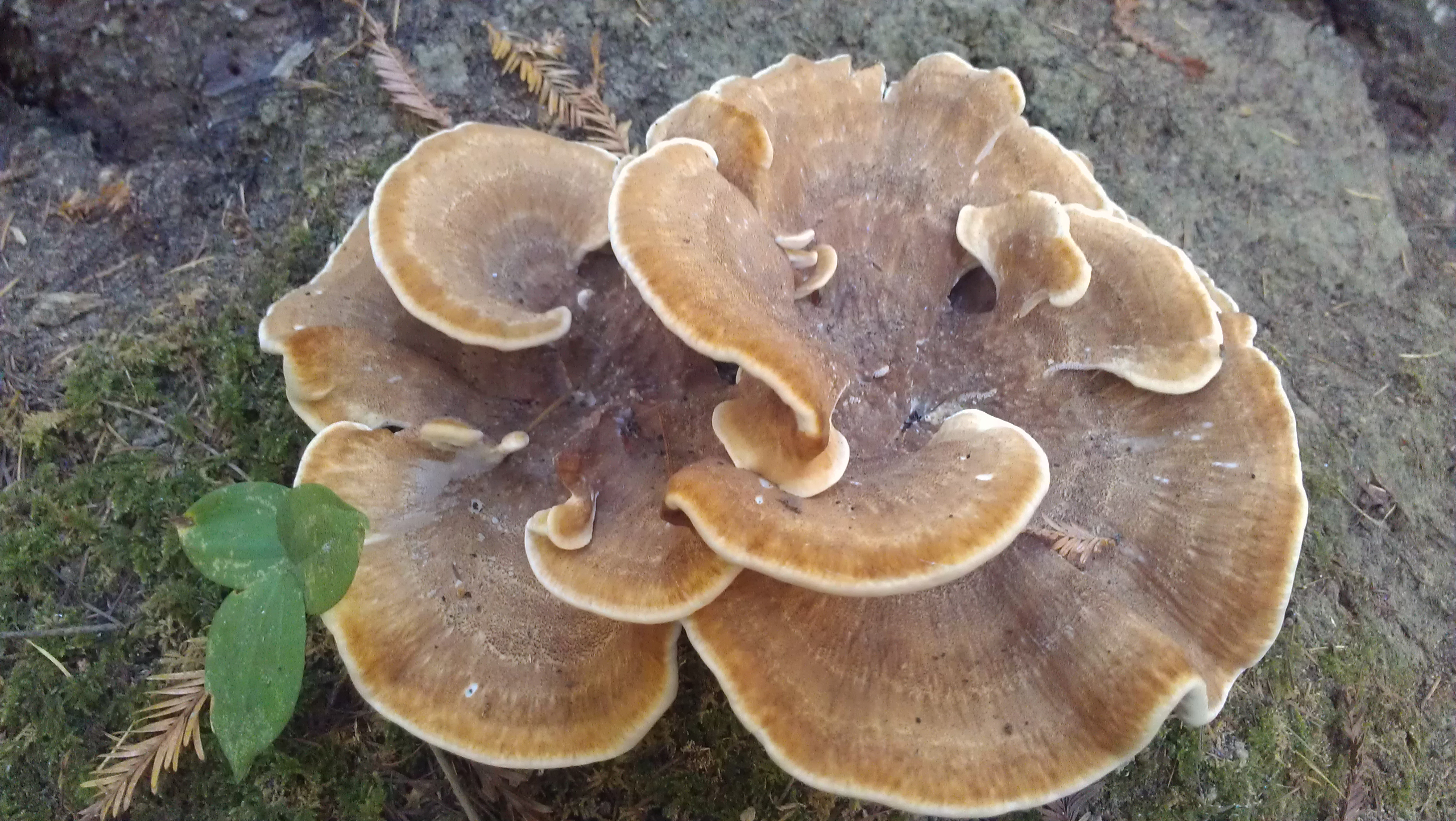

Jodłownica górska, bondarcewia górska (Bondarzewia mesenterica (Schaeff.) Kreisel) – gatunek grzybów należący do rodziny jodłownicowatych (Bondarzewiaceae).

## Systematyka i nazewnictwo
Pozycja w klasyfikacji według Index Fungorum: Bondarzewia, Bondarzewiaceae, Russulales, Incertae sedis, Agaricomycetes, Agaricomycotina, Basidiomycota, Fungi.
Po raz pierwszy takson ten zdiagnozował w 1774 r. Jacob Christian Schaeffer nadając mu nazwę Boletus mesentericus. Obecną, uznaną przez Index Fungorum nazwę nadał mu w 1984 r. Hanns Kreisel przenosząc go do rodzaju Bondarzewia.
Synonimy naukowe:

- Boletus mesentericus Schaeff. 1774
- Bondarzewia mesenterica (Schaeff.) Kreisel 1984
- Cerioporus montanus Quél. 1888
- Cladomeris montanus (Quél.) Bigeard & H. Guill. 1909
- Grifola mesenterica (Schaeff.) Murrill 1920
- Grifola montana (Quél.) Pilát, Beih. bot. Zbl. 1934
- Polyporus anax Berk. ex Cooke 1883
- Polyporus montanus (Quél.) Ferry 1891[2].

Nazwę polską (jodłownica górska) podali Barbara Gumińska i Władysław Wojewoda w 1985 r., przez S. Domańskiego gatunek ten opisywany był w 1967 r. jako bondarzewia górska.

## Morfologia
Owocniki
Jednoroczne, duże. Tworzą zwykle rozetkowe skupienia pojedynczych, zrośniętych dachówkowato kapeluszy, wyrastających ze wspólnego trzonu. Pojedyncze kapelusze są językowate lub wachlarzowate, mierzące od 10 do 30 cm średnicy. Powierzchnia matowa, aksamitna, nieznacznie pręgowana. Młode kapelusze są barwy jasnożółtej, starsze ciemniejsze – orzechowe do orzechowobrunatnych. Trzony bardzo krótkie, wyrastające ze wspólnej podstawy. Cały owocnik może osiągać rozmiary do 50 cm średnicy i ważyć do 10 kg.
Rurki
O długości 4–10 mm, zbiegające, białawe do słomkowożółtych. Pory duże, nierówne, kanciaste zwykle w liczbie 1–2 na mm.
Miąższ
Elastyczny, mięsisty, białawy, na przekroju nie ciemnieje. Suchy barwy słomkowożółtej. Zapach grzybowy, smak gorzkawy, piekący.
Wysyp zarodników
Biały, amyloidalny. Zarodniki kulistawe, o bardzo charakterystycznej brodawkowato-żeberkowanej powierzchni, o średnicy 5–6,5 µm.
Gatunki podobne
Wachlarzowiec olbrzymi (Meripilus giganteus), który rośnie na drzewach liściastych i odróżnia się drobniejszymi porami oraz ciemnieniem miąższu na przekroju.

## Występowanie i siedlisko
Jodłownica górska występuje w Ameryce Północnej, Europie i Azji. W Polsce podano 59 jej pewnych stanowisk i 2 wątpliwe. W latach 1995–2004 objęta była ochroną częściową, od roku 2004 do 2014 ochroną ścisłą, a od roku 2014 ponownie ochroną częściową. Znajduje się na Czerwonej liście roślin i grzybów Polski. Ma status V – gatunek narażony na wymarcie. Znajduje się na listach gatunków zagrożonych także w Austrii, Niemczech, Danii, Czechach.
Nadrzewny grzyb pasożytniczy i saprotrof. Rozwija się na korzeniach, nabiegach korzeniowych, pniakach, podstawach pni żywych, zamierających i martwych jodeł, bardzo rzadko u innych drzew iglastych. Po obumarciu drzewa rośnie na murszejących pniach. Pasożyt powodujący białą zgniliznę drewna; w górach dość rzadki, na nizinach nie występuje. Wytwarza owocniki od sierpnia do października.